# Dilophia ebracteata
Dilophia ebracteata là một loài thực vật có hoa trong họ Cải. Loài này được Maxim. mô tả khoa học đầu tiên năm 1889.